# Radium Girls

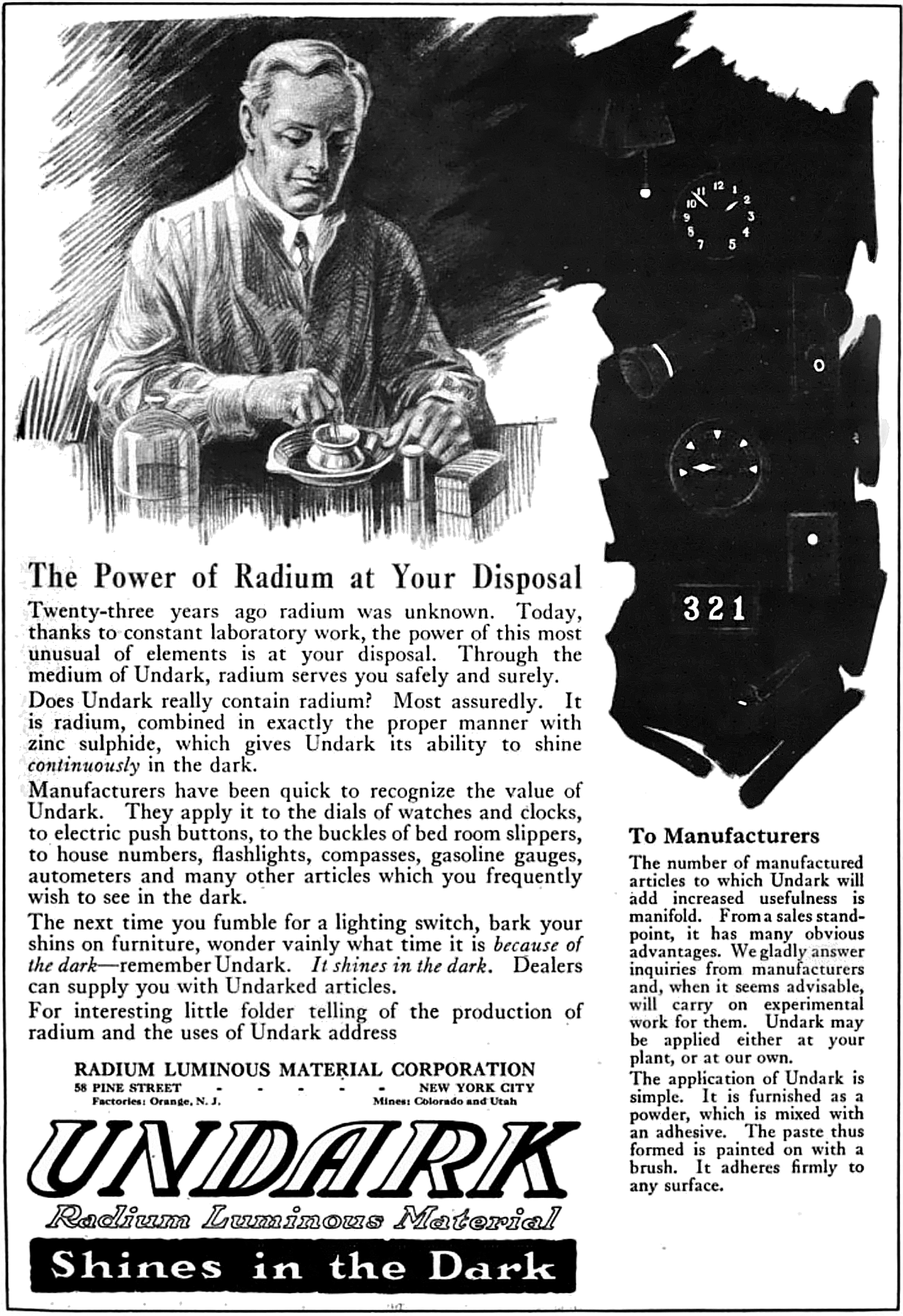
Anzeige für Undark (1921)

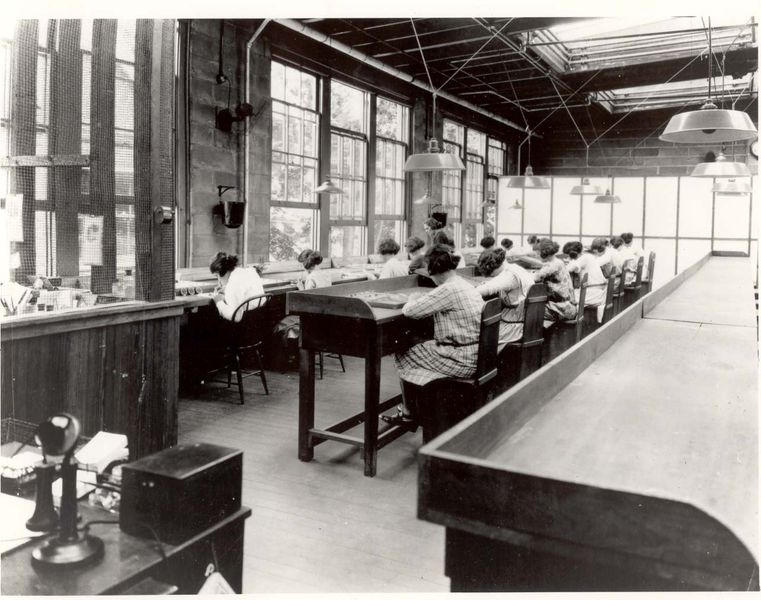
Frauen beim Bemalen von Zifferblättern

Als Radium Girls wurden in den Vereinigten Staaten Fabrikarbeiterinnen bezeichnet, die sich bei der Arbeit eine Radiumvergiftung zugezogen hatten. Ihre Arbeit hatte darin bestanden, Zifferblätter von Uhren mit radioaktiver Leuchtfarbe zu versehen.
Die Frauen nahmen dabei gefährliche Dosen Radium auf, weil sie die Pinsel anleckten, um feine Linien ziehen zu können. Zudem bemalten einige ihre Fingernägel mit der Farbe. Viele erkrankten deswegen schwer, eine Anzahl von ihnen starb. Zwar war die Schädlichkeit von Radium ursprünglich nicht bekannt, aber die auffällige Häufung von Erkrankungen wurde über Jahre hinweg ignoriert und sogar vertuscht.
Allein im Jahr 1920 produzierten drei große amerikanische Hersteller vier Millionen Uhren mit radiumhaltigen Leuchtziffern. Die bekannteste der Fabriken befand sich in Orange, New Jersey und gehörte der United States Radium Corporation (U.S. Radium Corporation). Weitere ähnliche Fabriken verschiedener Unternehmen gab es im Bundesstaat Connecticut in Waterbury, Bristol, Thomaston und New Haven sowie in Ottawa, Illinois. In Connecticut starben 30 der verstrahlten Arbeiterinnen, in Illinois 35 und in New Jersey 41. Nach anderen Angaben waren es alleine in Ottawa 40 Todesopfer.
Fünf der Frauen aus New Jersey verklagten ihren Arbeitgeber. Der Prozess ist der Präzedenzfall für Arbeiter, die durch ihre Arbeit erkranken und ihren Arbeitgeber verklagen.

## United States Radium Corporation
Von 1917 bis 1926 betrieb die United States Radium Corporation eine Anlage zur Extraktion und Konzentration von Radium aus Carnotit. Damit wurde dann Leuchtfarbe produziert, die unter dem Namen Undark verkauft wurde. Zudem war die Firma ein wichtiger Produzent von Uhren mit Leuchtziffern für das Militär. Die Fabrik in Orange, New Jersey beschäftigte über hundert Arbeiter, hauptsächlich Frauen, um Uhren und Instrumente zu bemalen.

### Strahlenexposition
Die Geschichte der Radium Girls ist ein wichtiger Punkt in der Entwicklung der Radiologie – insbesondere des Strahlenschutzes (health physics) – und der Arbeiterrechte. Die U.S. Radium Corporation heuerte zunächst etwa 70 Frauen an, um verschiedene Arbeiten zu verrichten, die den Kontakt mit dem Radium bedeuteten. Währenddessen vermieden die Besitzer und zuständigen Wissenschaftler – im Bewusstsein der Gefährlichkeit – jeden Kontakt zu den Substanzen. So benutzten die Chemiker Bleiabschirmungen und Masken zum Schutz. Es wird geschätzt, dass etwa 4000 Arbeiter in Firmen in den Vereinigten Staaten und Kanada Uhren mit Leuchtfarbe bemalten.
Die Farbe war eine Mischung aus Gummi arabicum, Wasser, Radium und Zinksulfid. Feine Kamelhaarpinsel wurden dann benutzt, um die Ziffern auf die Uhren zu malen. Der Lohn betrug etwa 1,5 Cent pro Uhr, ein Arbeiter schaffte um die 250 Uhren am Tag. Die Pinsel verloren nach wenigen Strichen an Form, daher empfahlen die Vorarbeiter den Arbeiterinnen, die Pinsel mit den Lippen oder der Zunge wieder zu spitzen. Daneben spielten die Arbeiterinnen mit der Farbe und bemalten sich Fingernägel, Zähne und Gesichter. Dadurch leuchteten sie zur Überraschung ihrer Lebensgefährten bei Nacht.

### Strahlenkrankheit
Viele der Frauen erkrankten an Anämie, Knochenbrüchen und Nekrose des Kiefers, was später als Radiumkiefer bezeichnet wurde. Es wird angenommen, dass die Röntgengeräte der untersuchenden Ärzte zur weiteren Verschlimmerung beigetragen haben. Es stellte sich auch heraus, dass wenigstens eine der Untersuchungen ein Betrug war, als Teil einer Vertuschungskampagne, die von den Verteidigern der Firma gestartet wurde. U.S. Radium und andere Firmen verneinten jeden Zusammenhang zwischen der Erkrankung der Arbeiter und dem Radium. Eine Zeit lang hielten die beteiligten Zahnärzte, Ärzte und andere Wissenschaftler auf Druck der Firmen ihre Daten zurück. Pathologen wurden unter Druck gesetzt, den Tod der Arbeiter auf andere Ursachen zurückzuführen; Syphilis war ein gern benutzter Versuch, gleich auch die Reputation der Frauen zu unterminieren.
Nachdem Harrison Stanford Martland, oberster Gerichtsmediziner in Essex County (New Jersey), in der Atemluft der Radium Girls das radioaktive Edelgas Radon nachgewiesen hatte (ein Zerfallsprodukt von Radium), wandte er sich an Charles Norris, seinen Kollegen aus New York City, und dessen Chefchemiker Alexander O. Gettler. Gettler gelang es im Jahre 1928, in den Knochen von Amelia Maggia, einer der jungen Frauen, selbst fünf Jahre nach deren Tod noch eine hohe Konzentration an Radium nachzuweisen.

### Gerichtsverfahren
Die Geschichte unterscheidet sich von anderen derartigen Vorfällen durch eine intensive Beobachtung durch die Medien, die auch eine Verurteilung der Verantwortlichen bewirkte.
Grace Fryer (1899–1933) war die erste Arbeiterin, die sich entschloss zu klagen. Allerdings benötigte sie zwei Jahre, um einen Anwalt zu finden, der bereit war, den Fall zu übernehmen. Letztlich waren fünf Arbeiterinnen bereit zu klagen. Die Anschuldigungen und der Presserummel um diesen Fall führten zu dem Präzedenzfall und Verordnungen über Arbeitsplatzsicherheit, inklusive des Terminus Nachgewiesenes Leiden (englisch provable suffering).
Der Prozess endete im Frühjahr 1928 mit einem Vergleich. Jedes der Radium Girls erhielt 10.000 US$ (unter Berücksichtigung der Inflation entspricht dies heute 158.236 US$, was nach aktuellem Wechselkurs 139.354 € entspricht), dazu kamen eine lebenslange jährliche Rente von 600 US$ sowie alle Ausgaben für Ärzte und Anwälte.
Grace Fryer starb fünf Jahre nach dem Prozess gegen ihren früheren Arbeitgeber an den Folgen der Verstrahlung.

## Auswirkungen
Mit diesem Fall wurde das Recht des einzelnen Arbeiters etabliert, die Firma zu verklagen, wenn er durch die Arbeit erkrankt war. In der Folge des Prozesses wurden die Sicherheitsstandards in der Industrie erheblich verbessert. Durch die Einführung von Arbeitsschutzmaßnahmen (Gummihandschuhe, Haarnetze, Luftabzugshauben, Verbot des Pinselanspitzens mit den Lippen) verbesserte sich die Lage der Arbeiterinnen enorm. Offiziell kam es bei keiner nach 1927 eingestellten Person mehr zu einem Strahlenschaden. Allerdings vermuten manche Forscher, dass es auch später noch zu Krebsfällen kam, die sich jedoch nicht mehr eindeutig auf die nun deutlich geringere Strahlenbelastung zurückführen ließen.
Im Jahre 1933 machte Robley D. Evans die ersten Messungen von Radon und Radium in den Ausscheidungen der Arbeiter. Am MIT sammelte er Daten von 27 Arbeitern. Diese Informationen waren 1941 die Grundlage für das National Bureau of Standards, die Grenzwerte für Radium auf 0.1 Mikrocurie (3,7 Kilobecquerel) festzulegen. 1968 wurde das Center for Human Radiobiology am Argonne National Laboratory gegründet. Seine Aufgabe war in erster Linie die weitere medizinische Untersuchung der noch lebenden Arbeiter. Das Projekt sammelte alle verfügbaren Informationen und in einigen Fällen Gewebeproben der Arbeiter. Als das Projekt 1993 beendet wurde, hatte man detaillierte Informationen von 2403 Personen gesammelt. Die Proben werden im National Human Radiobiological Tissue Repository aufbewahrt. Ein Ergebnis war, dass man keine Symptome bei Arbeitern fand, die bis zur 1000-fachen Konzentration von Radium im Vergleich zu nicht exponierten Arbeitern hatten. Das deutet auf einen Grenzwert für Radiumvergiftung hin.

## Mediale Rezeption
- Die Geschichte der Arbeiter wurde in dem Gedicht Radium Girls von Eleanor Swanson verarbeitet. Es ist auch in ihrer Sammlung A Thousand Bonds: Marie Curie and the Discovery of Radium von 2003 enthalten.
- Der Autor D. W. Gregory erzählte die Geschichte der Radium Girls in seinem preisgekrönten Theaterstück Radium Girls. Es hatte im Jahr 2000 Premiere im Playwrights Theatre of New Jersey in Madison, New Jersey.[10]
- Es gibt eine ausführliche Beschreibung von Kurt Vonnegut in seinem Roman Jailbird, ISBN 978-0-385-33390-0.
- Die Dichterin Lavinia Greenlaw bearbeitete das Thema in ihrem Gedicht The Innocence of Radium (Night Photograph, 1994).
- In dem Buch von Ross Mullner Deadly Glow: The Radium Dial Worker Tragedy werden viele Ereignisse um die Radium Girls aufgearbeitet.
- Kate Moores The Radium Girls erschien 2016 und erzählt die Geschichte auf Grundlage von Originaldokumenten.[11]
- In der Dokumentar-Serie 1000 Wege, ins Gras zu beißen wird das Schicksal der Radium Girls in der Geschichte #196 Tödliches Leuchten geschildert.
- Henning Mankell beschreibt das Leid der Frauen in seinem Buch Treibsand.
- Die schottische Band Idlewild nimmt im Lied „Radium Girl“ auf dem Album „Everything Ever Written“ auf das Schicksal der Radium Girls Bezug.
- Die französische Zeichnerin Cy widmete den Radium Girls ihre gleichnamige Graphic Novel (Originalausgabe Éditions Glénat, Grenoble, 2020[12], deutsche Ausgabe Radium Girls – Ihr Kampf um Gerechtigkeit, Carlsen Verlag, Hamburg, 2021[13]).
- 2020 erschien in den USA der Spielfilm Radium Girls[14]
- Die Hauptfigur des Romans Zorrie von Laird Hunt arbeitet als junge Frau als Radium Girl in Ottawa, Illinois.